# Liparis cauliflora
Liparis cauliflora là một loài thực vật có hoa trong họ Lan. Loài này được Merr. mô tả khoa học đầu tiên năm 1913.